# Els Verds - Alternativa Verda
|  | No s'ha de confondre amb Alternativa Verda o Alternativa Verda (Moviment Ecologista de Catalunya). |

Els Verds - Alternativa Verda és un partit polític català d'ideologia ecologista creat el 1999 de les restes del Moviment Ecologista Català i d'Alternativa Verda (Moviment Ecologista de Catalunya), que havia funcionat com a partit des de 1983 fins a 1993, aplegant també una forta influència de Nacionalistes d'Esquerra. El naixement d'aquesta formació es produeix després del trencament d'Els Verds (CEC), fruit del debat sobre la relació d'aquests amb Iniciativa per Catalunya i la coalició Iniciativa per Catalunya - Els Verds.
Les persones fundadores són Xavier Borràs, Pere Carbonell, Andreu Carranza, Xavier Garcia, Josep-Lluís Bronchal, Pilar Sentís, Rafael Subirachs i Santiago Vilanova (Portaveu).
En el camp electoral, EV-AV participà en les eleccions amb candidatures pròpies fins a l'any 2010, tot i que amb resultats minsos, ja que mai va passar del 0,76 % dels vots. En 2004 van denunciar al conseller de Medi Ambient de la Generalitat de Catalunya Ramon Espadaler i Parcerisas i a directius d'Erkimia per delicte ecològic en relació amb la contaminació del pantà de Flix.
Entre els anys 2010 i 2015 fou membre de la coalició Solidaritat Catalana per la Independència. L'any 2015 decidí integrar-se a la Candidatura d'Unitat Popular - Crida Constituent. Tot i així el consell polític de l'organització va decidir de cara a les eleccions al Parlament de Catalunya de 2015 donar suport a la candidatura unitària de Junts pel Sí.

## Resultats electorals
| Parlament de Catalunya de 1999 | 8.254  | 0,26% |
| Congrés d'Espanya de 2000      | 11.579 | 0,34% |
| Parlament de Catalunya de 2003 | 1.886  | 0,06% |
| Congrés d'Espanya de 2004      | 30.528 | 0,76% |
| Parlament de Catalunya de 2006 | 3.228  | 0,11% |
| Congrés d'Espanya de 2008      | 2.028  | 0,05% |